# Bojort

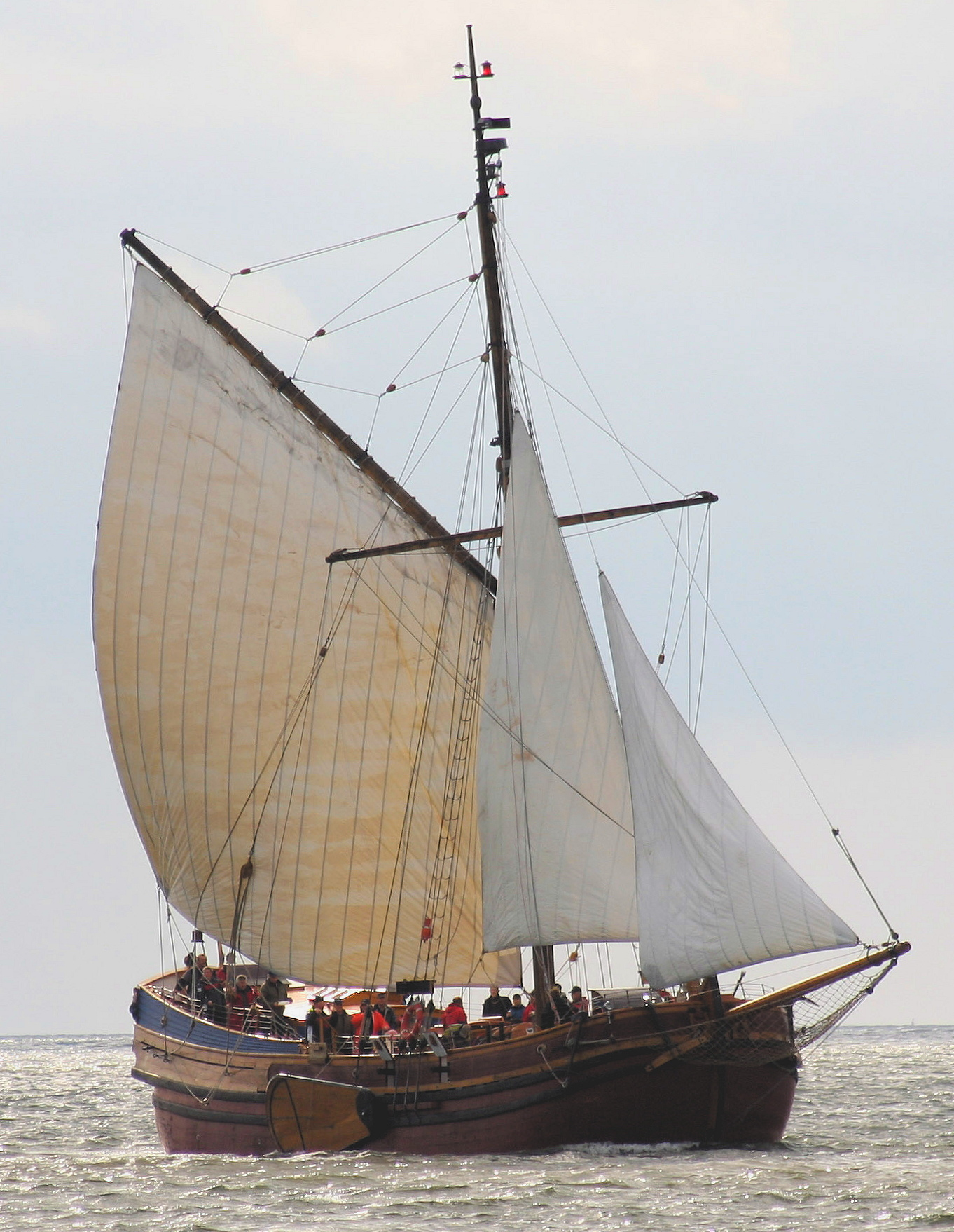
Bojorten Christine af Bro.

Bojort eller bojert är en skeppstyp som ursprungligen kommer från Nederländerna och Flandern. Skeppen användes för frakter av gods utefter Nordsjöns grunda kuster samt kanaler. En bojort är byggt med en flat botten utan köl, de ursprungliga var riggade med en mast samt förde sprisegel och stagfock. Benämningen bojort anses dock vara kopplad till förens böjda form som en försvenskning av bojert som kan härledas till nederländska uttrycket för böj.
Bojortar har haft stor betydelse för Kristinehamns tillblivelse. Kristinehamn var under 1600- och 1700-talet den viktigaste utskeppningsplatsen för Bergslagens gjutjärn. Det var nämligen på dessa fartyg som järnet fraktades till Göteborg för vidare transport utomlands. Av denna anledning fick Kristinehamn 1642, av Drottning Kristinas förmyndarregering, en bojort i sitt stadsvapen för att påminna folket om sjöfartens betydelse. Även Vänersborg, som ligger vid Vänern, har en bojort i sitt vapen. 
Kännetecknande för en bojort är dess platta och förhållandevis breda botten. Aktern är högre än fören. En bojort är utrustad med läbord, inte en köl, för att minska avdriften när fartyget kryssar.
Idag har Kristinehamn återigen en bojort; Christine af Bro. Hon började byggas som ett led i ett kulturturistiskt projekt i slutet av år 1997. Sjösättningen skedde 2002 och jungfrufärden ägde rum den 18 juni 2005. Nu går hon i turisttrafik på Vänern med Kristinehamn som hemmahamn.